# Chencuia
Chencuia is een geslacht van weekdieren uit de klasse van de Gastropoda (slakken).

## Soort
- Chencuia chinensis (Liu & Zhang, 1979)